# Paul Lecreux
Paul Lecreux , nacido hacia 1824 y fallecido el año 1894 en París, fue un escultor francés. Trabajó bajo el pseudónimo de Jacques France

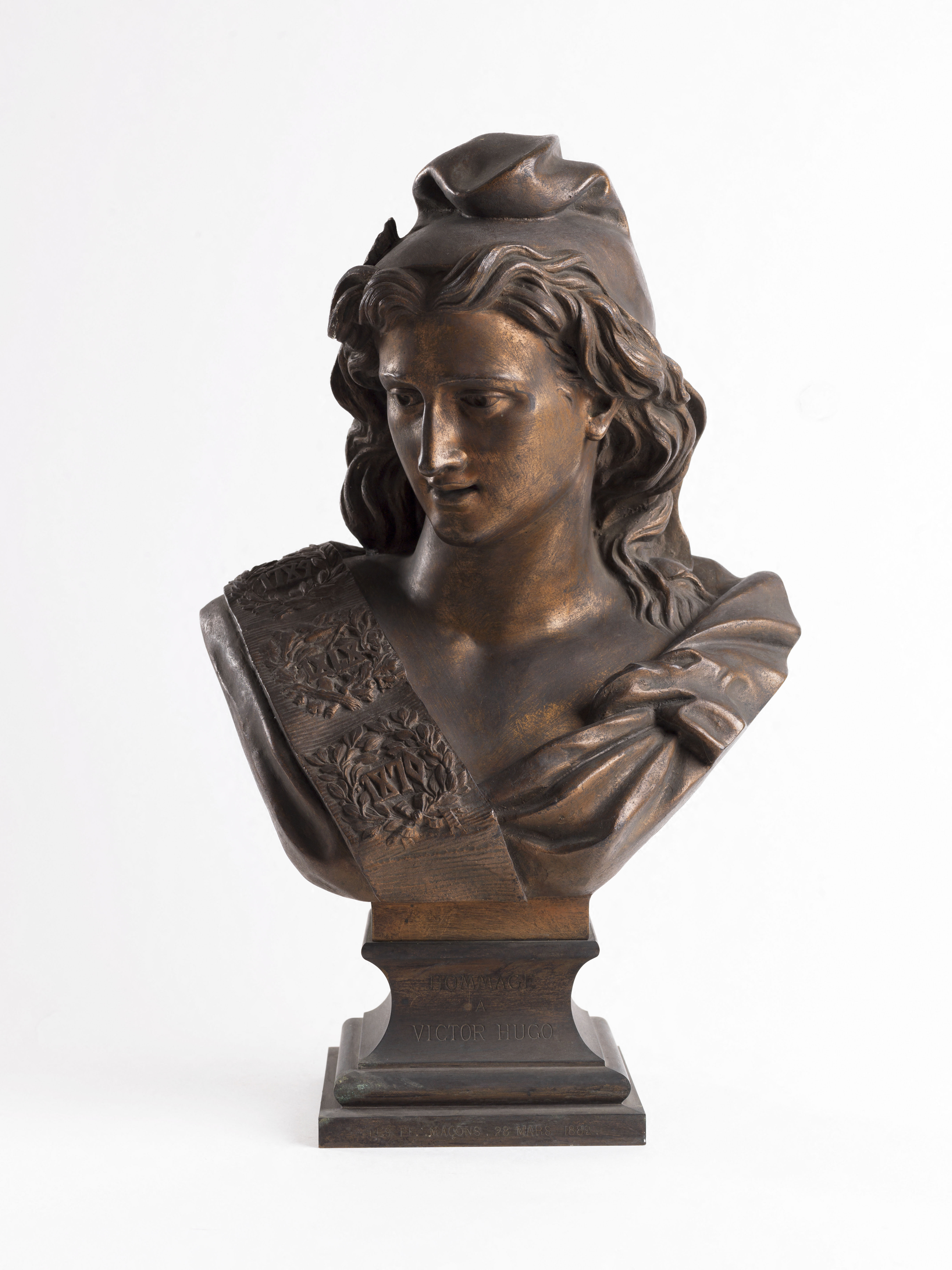
Jacques France (1879)
, Marianne masona -
Marianne maçonnique.

Miembro de la logia L´Etoile Polaire, de París.

## Obras
El museo de Rouen conserva un Busto de la República modelado por Paul Lecreux. 
También produjo una Marianne con los atributos de la Masonería. Esta escultura fue creada inicialmente para la Logia del Gran Oriente de Francia
Con leves modificaciones fue reproducida en bronce para diferentes ayuntamientos. 
Puede verse en los ayuntamientos de Vaucresson, Conflans-Sainte-Honorine · y de Villeneuve-sur-Lot.